# (the) New Release
(the) New Release é o terceiro álbum de estúdio da banda Primer 55, lançado a 14 de Agosto de 2001.
O disco atingiu o nº 1 do Billboard Heatseekers e o nº 102 da Billboard 200. O single "This Life" atingiu o nº 37 do Mainstream Rock Tracks.
| Críticas profissionais                                                      | Críticas profissionais |
| Avaliações da crítica                                                       | Avaliações da crítica  |
| Fonte                                                                       | Avaliação              |
| --------------------------------------------------------------------------- | ---------------------- |
| allmusic                                                                    | [ 2 ]                  |
| Esta tabela precisa de ser acompanhada por texto em prosa. Consulte o guia. |                        |

## Faixas
1. "Time…Trapped Under a Rock" — 0:38
2. "This Life — 3:28
3. "Growing" — 3:06
4. "Texas" — 3:41
5. "Tricycle" — 4:50
6. "Pills" — 2:52
7. "Lessons" — 3:38
8. "(502)" — 0:25
9. "Lou Evil" — 4:25
10. "Hesitation" — 3:07
11. "No Sleep" — 3:50
12. "My Girl" — 5:39
13. "Ricochet" — 1:31
14. "All in the Family" — 3:48

## Créditos
- Sam Albright - Saxofone
- Bob Burns - Baixo, guitarra, vocal, vocal de apoio
- Preston Nash - Bateria
- John Stanier - Bateria
- Eddie Wohl - Piano